# Adrian Honkisz
Adrian Honkisz (27 de febrero de 1988) es un ciclista polaco. 

## Palmarés
2009
- 1 etapa de la Vuelta a Marruecos

2010
- Carpathian Couriers Race, más 2 etapas
- 1 etapa de la Szlakiem Walk Majora Hubala

2012
- 1 etapa de la Carrera de la Solidaridad y de los Campeones Olímpicos

2013
- Puchar Uzdrowisk Karpackich
- 2.º en el Campeonato de Polonia en Ruta

2015
- Puchar Uzdrowisk Karpackich